# Gaidonnayite
La gaidonnayite è un minerale.